# Сомалья
Сомалья (итал. Somaglia) — коммуна в Италии, располагается в регионе Ломбардия, подчиняется административному центру Лоди.
Население составляет 3199 человек, плотность населения составляет 160 чел./км². Занимает площадь 20 км². Почтовый индекс — 26867. Телефонный код — 0377.